# 斎木陽平
斎木 陽平（さいき ようへい、1992年2月21日 - ）は、日本の実業家、政治家。東京都港区議会議員（1期）、AO義塾塾長、リビジョン代表理事。2021年に同性愛者であることを公表し、2023年の港区議会議員選挙で初当選した。

## 経歴
福岡県北九州市にて出生。長門・北九州を中心に病院を展開している一族に生まれた。有力政治家を輩出した安倍家の遠縁。祖父は元外務大臣・安倍晋太郎の長門地区後援会長。曾祖父は山口県長門市長を務めた斎木正熊。斎木の曽祖母の姉が結婚した田辺譲との子供が、岸信介の息子である岸信和と結婚したことで安倍家と斎木家の間に血縁が生まれ遠縁となった。
明治学園小学校・中学校・高等学校を経て（高3の12月にAO入試の受験を巡って学校側と抗争し同高校を退学）、屋久島おおぞら高等学校（通信制）を卒業。
2010年4月、慶應義塾大学法学部政治学科にAO入試（FIT入試）で進学。2014年3月、同大学を卒業。同年4月、同大学院法学研究科政治学専攻修士課程へ進学。2016年3月、同大学院修士課程修了、修士（法学）。
2010年12月、「AO義塾」を設立。「日経ビジネス 各界で活躍する平成生まれ30人」に選出され、また「第2回学生起業家輩出プロジェクト（KBB）金山社長賞」を受賞。2013年12月、女子高校生未来会議共同発起人。
2014年1月、一般社団法人リビジョンを設立。2015年4月、東北高校生未来会議共同発起人。2015年11月、全国高校生未来会議共同発起人。
2014年2月22日、衆議院憲法審査会に参考人として招致され、日本国憲法の改正手続に関する法律の改正案に関して、投票権年齢と選挙権年齢の同時引き下げを主張した。2015年5月、衆議院政治倫理及び公選法改正特別委員会で意見陳述。
2016年3月23日から25日かけて、斎木が代表を務めるリビジョン主催の第1回「全国高校生未来会議」が衆議院第一議員会館と首相公邸（最終日）で開催された。前年9月に下村博文文部科学大臣は「全国高校生未来会議を安倍首相直下の事業としてやってほしい」と文科省幹部に指示。同省と総務省の後援が決まり、出席した高校生の優秀者には総務大臣賞や地方創生担当大臣賞、さらには内閣総理大臣賞が贈られた。斎木は参加者の交通費や宿泊費をまかなうため、クラウドファンディングを実施。安倍昭恵が寄付を募るメッセージを寄せたことが奏効し、目標を上回る397万円余りが集まった。
同年6月26日、渋谷駅ハチ公前で、自由と民主主義のための学生緊急行動（SEALDs）の奥田愛基ら主張や立場が異なる6人とともに、18歳選挙権実施後初めての選挙となる第24回参議院議員通常選挙での投票を若者に呼びかける緊急アピール行動をおこなった。
同年10月30日に開講した東京都知事小池百合子が主宰する政治塾「希望の塾」に参加。
2017年3月27日から28日にかけて、1泊2日の合宿型で第2回「全国高校生未来会議」を参議院議員会館で開催した。
2021年1月、同性愛者であることをClubhouseで公表。
2022年6月22日、第26回参議院議員通常選挙が公示。東京都選挙区（改選数6）から政治団体「こどもの党」公認で立候補した。同日夜、新宿二丁目を歩き、店の案内をする人や道行く同性カップルらに次々と声をかけ、投票を訴えた。7月10日の投開票の結果、候補者34人中、14番目の得票数で落選。
2023年2月22日、Twitterを更新し、任期満了に伴う港区議会議員選挙に立候補する意向を表明した。同年4月23日に行われた区議選で初当選した。

## 著作
- 斎木陽平『AO入試を受ける前に知っておいて欲しいこと―AO義塾塾長が教える 早慶AO入試完全攻略法』エール出版社、2011年6月
- 斎木陽平・後藤大希・AO義塾『書き込み式 AO入試で必ず受かる!完全マニュアル 基礎知識から、早慶・難関校・人気校の二次対策まで』実業之日本社、2014年10月1日